# 2011 Veteraniya
Veteraniya (asteroide 2011) é um asteroide da cintura principal, a 2,0315624 UA. Possui uma excentricidade de 0,1490128 e um período orbital de 1 347,25 dias (3,69 anos).
Veteraniya tem uma velocidade orbital média de 19,27698797 km/s e uma inclinação de 6,18938º.
Esse asteroide foi descoberto em 30 de Agosto de 1970 por Tamara Smirnova.